# 交通大学

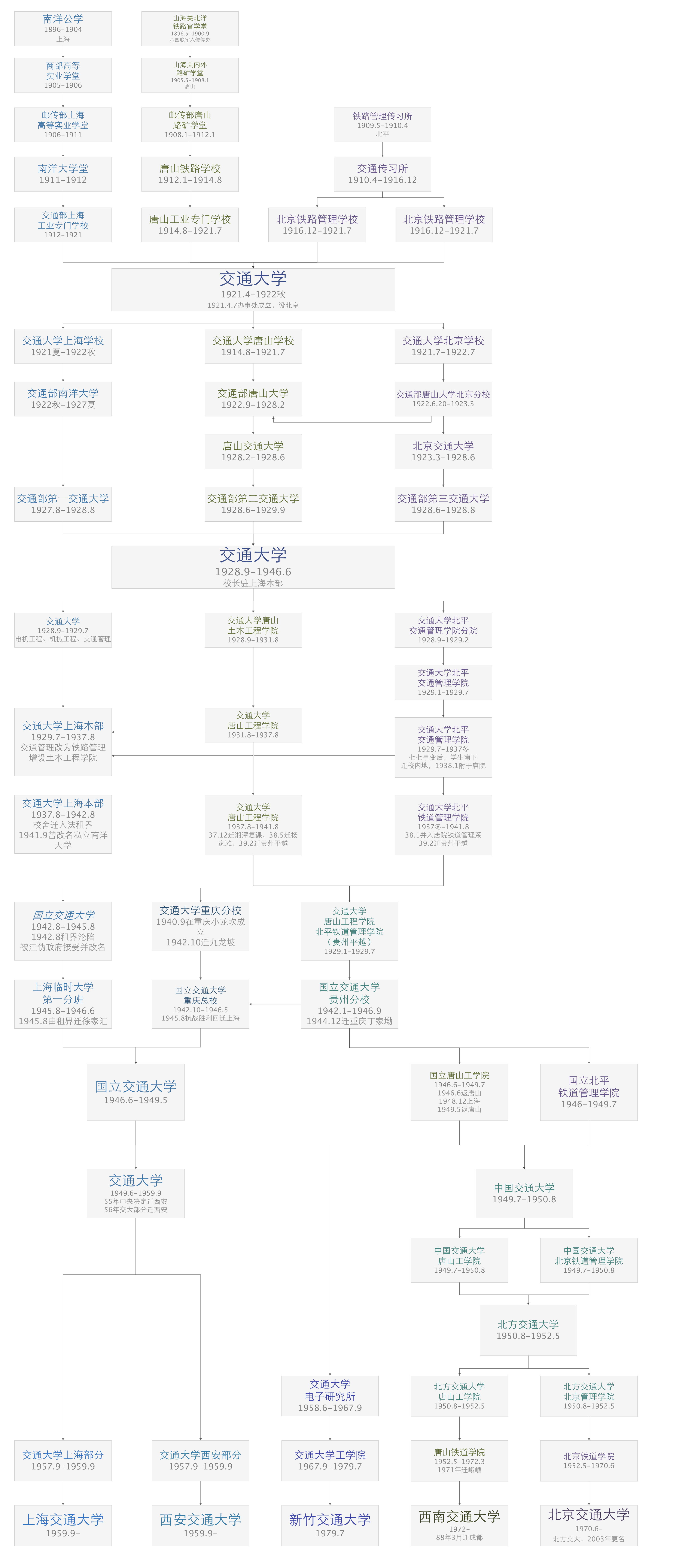
交通大学校史表。

交通大学是1921年由中华民国北洋政府交通部所屬散居3地的大学合併而成的，後分立為5所大学發展至今，分別為位於中國大陸的上海交通大学、西安交通大学、北京交通大学、西南交通大学，位於台灣的國立陽明交通大学。

## 继承交通大学的现今大学

### 沪校
- 西安交通大学（西安，1959年改称）
- 上海交通大学（上海，1959年改称）
- 國立陽明交通大学（臺灣新竹市與臺北市，原國立交通大學於1958年在台復校後，於2021年與國立陽明大學合併所新創立之大學）

### 平校
- 北京交通大学（北京，2003年改称）

### 唐校
- 西南交通大学（成都，1972年改称）

### 其他
- 蘭州交通大学（蘭州，由平校、唐校划出，2003年改称）
- 華東交通大学（南昌，由沪校、同济大学划出，1973年建立）

## 象征
| 交通大学校训                        |
| ----------------------------------- |
| 精勤求學 敦篤勵志 果毅力行 忠恕任事 |

| 交通大学校徽 | 交通大学校旗 | 交通大学校歌 |
| ------------ | ------------ | --- |
|              |              | 国立交通大学校歌 美哉吾校，真理之花，青年之楷模，邦国之荣华。 校旗飘扬，与日俱长，为世界之光，为世界之光。 美哉吾校，鼓舞群伦，启发我睿智，激励我热忱， 英俊济跄，经营四方，为世界之光，为世界之光。 美哉吾校，性灵泉源，科学之奥府，艺术之林园。 实业扩张，进步无疆，为世界之光，为世界之光。 美哉吾校，灿烂文明，实学培国本，民族得中兴， 宇土茫茫，山高水长，为世界之光，为世界之光。 - 音频链接 |
|              |              | |

## 交通大學合校前历史

### 滬校

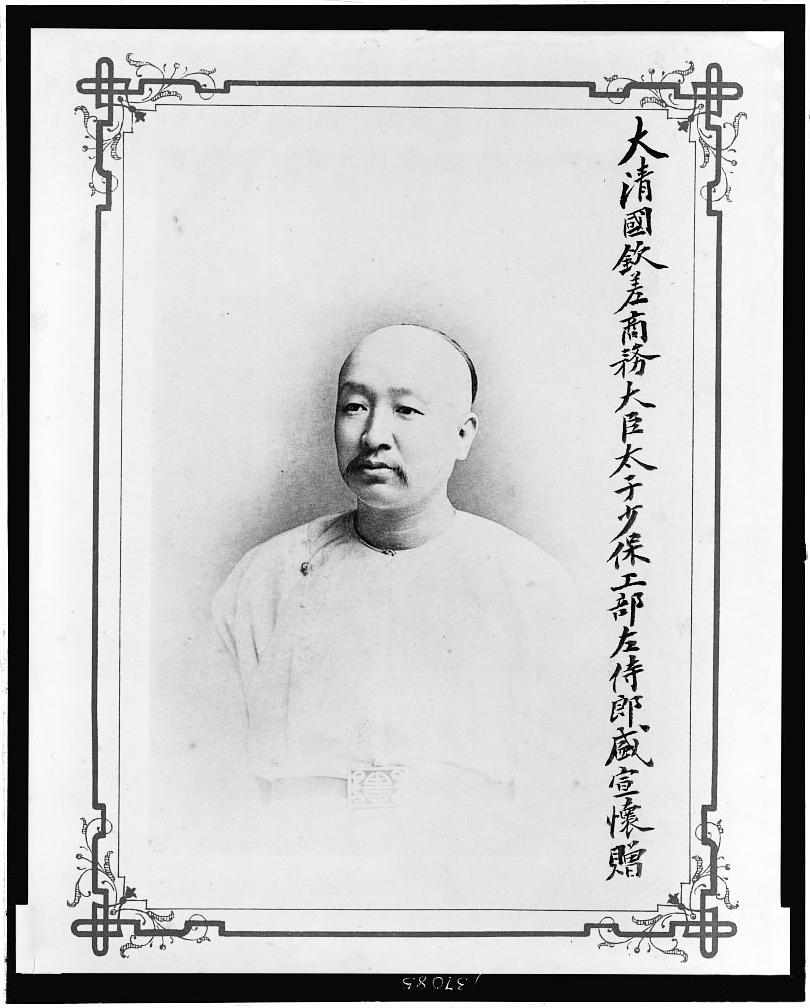
盛宣怀，南洋公学创始人，1896-1905年任校长

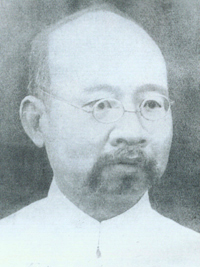
唐文治，1907-1920年任校长

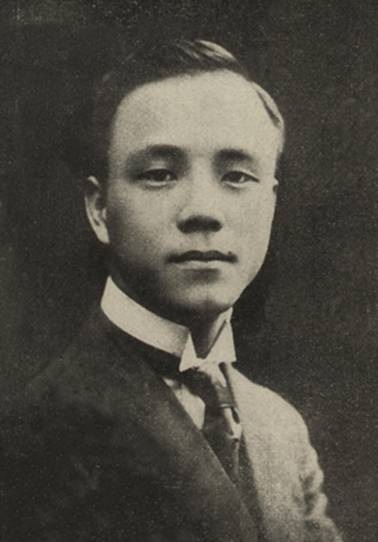
凌鸿勋，1920及1924-1927年任校长

前身為南洋公学，由盛宣怀1896年（光绪22年）创建于上海，与北洋大学堂同为中国近代历史上最早创办的大学，隸属于輪船招商局和电报局，校內设置了师范學院、外院、中院和上院四院，盛宣怀首任督办。南洋公学爾後几经更名。1910年代末葉改为南洋大学暨上海工业专门学堂。

### 平校
前身為铁路管理传习所，由邮传部尚书徐世昌为提倡路政，培育铁路管理人才，於1909年（清宣统元年）在北京市中心府右街创办了铁路管理传习所。是為現北京交大的起源。

### 唐校
1896年，創校辦學於天津，最初附设于北洋大学堂，1897年11月22日前往山海关，定名山海关北洋铁路官学堂，1900年9月停办解散。1905年遷至唐山复办，稱唐山鐵路學堂，是中國最早創辦的高等學府之一，也是中國土木工程和交通工程高等教育的發源地。曾先後定名為唐山交通大學、中國交通大學唐山工學院。唐校於1972年文革中由河北唐山迁往四川樂山峨眉，並更名為西南交通大学（蓉校）。
19世纪末天津发生义和团运动，故北洋大学堂的师生遷移到南洋公学继续教学，因而近代中国在南洋公学出現第一批大学毕业生，畢業於交通大學。

## 合校

### 第一次合并
1920年（民国9年）12月，北洋政府交通总长叶恭绰以交通部所属上海工业专门学校、唐山工业专门学校、北平铁路管理学校、北平邮电学校四校散居各地，不便管理。決定於1921年统一学制，统称交通大学。而分称各校为交通大学上海学校（沪校）、唐山学校（唐校）、北京学校（平校）。1922年5月，因北洋政府派系纠纷，叶被迫离职，交通大学存在不足一年即解体。
校庆4月8日也是取自交通「四通八达」之意（唐校即今日之西南交通大学，校庆为5月15日）。以上說法待考證，比較可信的應該是「該校創辦人盛宣懷先生寫給首任校長何嗣焜的文獻中，內容提到南洋公學第一班的開學日期為四月八日」。

### 第二次合并
1928年，南京国民政府取代北洋政府，9月，沪、平、唐三校再次合并组成“交通大学”。本部设在上海，唐校为土木工程学院，平校为铁路管理学院。
交通大学的教授很多是欧美名校博士，水準很高。而交通大学对学生的管理也很严格，因此毕业生大都较为优秀。当时交通大学在世界上也享有较高的知名度。钱学森去美国麻省理工学院求学时，发现许多课程与在交通大学学习的完全一样，要求免修得到批准。茅以升从交通大学唐山工学院毕业去美国康奈尔大学时，该校起初不承认交通大学唐校之学历，故出题考核茅之水準，因为茅回答得极为出色，故该校后来决定从此对交通大学的留学生免试入学。王安去美国哈佛大学时，由于抗战没有带交大毕业证书和成绩单，哈佛大学知道是交大毕业的，决定破格录取。前中共中央总书记、国家主席江泽民也毕业于交通大学（1943－1945求学於汪精卫政权的中央大学，后因抵制中央大学甄别考核而转入交通大学四年级）。
對日抗战八年时期，交通大学滬校内迁到重庆，唐校和平校内迁到贵州遵义。

## 分校

### 沪校
交通大学沪校主要分为上海交通大学、西安交通大学和国立交通大学。交通大学沪校建制内原本并无医科，但在2021年国立阳明大学與国立交通大学之合并案办结后，沪校各脉均拥有自己的医学院。

#### 交大西迁

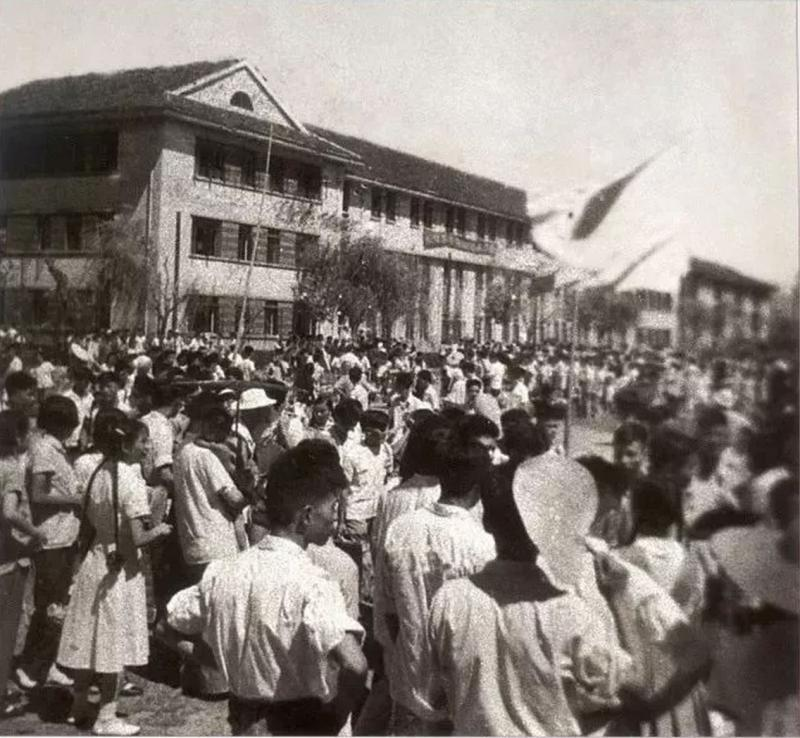
1956年，第一批交通大学师生西迁西安

中国大陆方面，鉴于国际形势危急暨支援建设大西北，国务院将交通大学主体西迁。1956年7、8两月，学生3906人、教师243人、职工572人、家属1200人登上上海铁路局开出的交大支援大西北的特殊专列，分趟离开上海，赶赴西安，1956年9月10日交通大学新生开学典礼在西安举行，而留在上海的高年级学生属于待迁人员，交通大学校址移交给上海造船学院并挂上上海造船学院校牌。但在1957年，根据交通大学内部的实际情况及当时上海、西安两地的需要，报经国务院批准对该校迁往西安的具体方案作了调整，决定交通大学的大部分专业及师生迁往西安，作为交通大学的西安部分；小部分留在上海并与原上海造船学院及筹办中的南洋工学院合并，作为交通大学的上海部分。
1957年9月高教部、一机部批复同意交通大学分设上海、西安两地，西安部分设置21个专业，上海部分设置14个专业，两部分为一个系统，统一领导。上海造船学院和南洋工学院并入交通大学上海部分，扩展到6个系19个专业。西安动力学院、西北工学院和西北农学院的部分专业并入交通大学西安部分，扩展到11个系23个专业。
1959年7月31日，经国务院批准，交通大学開始独立建制。上海部分更名为上海交通大学，西安部分更名为西安交通大学。原交通大学校长彭康改任西安交通大学校长，上海交通大学校长则另由中央委派。
1999年上海农学院并入上海交通大学，2005年7月上海第二医科大学并入上海交通大学。
2000年4月西安医科大学、陕西财经学院并入西安交通大学。

#### 在台复校
美国交通大学同学会的赵曾玨有鉴于核子科学已由国立清华大学成立的原子能研究所开始发展，但是与核子研究极為相关之电子研究则尚付阙如，力倡在台成立国立交通大学电子研究所。
- 1958年6月1日續絃歌於新竹，国立交通大学电子研究所正式成立。
- 1964年恢复招收大学部，增设电子物理学系及电子工程学系。
- 1965年首創自動控制工程學系。
- 1967年電子研究所改制為工學院，正名为国立交通大学工学院。
- 1979年7月，交通大學在台復校為國立交通大學，當時分设理、工、管理三学院。
- 2009年，設臺南校區，位於臺南縣歸仁鄉（今臺南市歸仁區），台南校區內主要為光電學院。
- 2021年，與國立陽明大學合併為國立陽明交通大學，改以合併日2月1日作為校慶日以及2021年為立校年份[3][4]。

### 平校
抗日战争时期，唐校、平校内迁到贵州遵义。1946年，教育部令国立交通大学贵州分校平、唐两院分别回迁，平院迁回北平府右街校址，更名为独立的“国立北平铁道管理学院”。1949年，北平和解成功，中國人民解放軍進駐北平。同年7月，中国人民革命军事委员会铁道部令北平铁道管理学院、唐山工学院、华北交通学院合并组成“中国交通大学”。1950年，中央人民政府政务院令中国交通大学更名为“北方交通大学”，校部设在北京。

### 唐校
抗日战争时期，唐校、平校内迁到贵州遵义。1946年，教育部令国立交通大学贵州分校平、唐两院分别回迁。1949年7月，中国人民革命军事委员会铁道部令北平铁道管理学院、唐山工学院、华北交通学院合并组成“中国交通大学”。1952年，全国院系调整后，更名为唐山铁道学院。在1972年文革中由河北唐山迁往四川樂山峨眉山，並更名為西南交通大学。

## 院系设置
1928年至1937年国民政府铁道部管理期间，设数学、物理、化学；电机、土木、机械；交通管理等系科。1937年国民政府教育部接管后，设立理、工、管三大学院。1942-1943迁校重庆期间，在工学院增设航空、造船、通信等系科，在管理学院运输、财务、工业管理等系科。至1946年，交通大学全校共设三个学院：理学院（设有数、理、化专业）；工学院（设有土木、机械、电机、航空、造船、水利、化学工程、纺织、工业管理专业）和管理学院（运输管理、财务管理、航业管理、轮机管理、电信管理），并设置有电信研究所。

## 校长

### 合校前

#### 滬校
| 职务                   | 姓名   | 任期              |
| ---------------------- | ------ | ----------------- |
| 南洋公学               |        |                   |
| 督辦                   | 盛宣懷 | 1896年冬-1905年春 |
| 總理                   | 何嗣琨 | 1897年春-1901年春 |
| 總理                   | 張元濟 | 1901年春-1901年夏 |
| 總理                   | 勞乃宣 | 1901年秋-1901年冬 |
| 總理                   | 沈曾植 | 1901年冬-1902年春 |
| 總理                   | 汪風藻 | 1902年春-1902年冬 |
| 總理                   | 劉樹屏 | 1902年冬-1903年夏 |
| 提調兼總理             | 張美翊 | 1903年夏-1903年冬 |
| 總理                   | 張鶴齡 | 1903年冬-1904年夏 |
| 提調兼總理             | 張美翊 | 1904年夏-1904年冬 |
| 商部高等实业学堂       |        |                   |
| 監督                   | 楊士琦 | 1905年春-1907年春 |
| 代理監督               | 王清穆 | 1905年秋-1906年春 |
| 邮传部上海高等实业学堂 |        |                   |
| 監督                   | 楊文駿 | 1907年春-1907年秋 |
| 監督                   | 唐文治 | 1907年秋-1911年冬 |
| 南洋大学堂             |        |                   |
| 校長                   | 唐文治 | 1912年春-1920年冬 |
| 交通部上海工业专门学校 |        |                   |
| 代理校長               | 淩鴻勛 | 1920年冬-1921年春 |
| 代理校長               | 張鑄   | 1921年夏          |

| 职务               | 姓名   | 任期              |
| ------------------ | ------ | ----------------- |
| 交通部南洋大学     |        |                   |
| 校長               | 雷光宇 | 1922年秋(未到任)  |
| 校長               | 盧炳田 | 1922年秋-1923年夏 |
| 校長               | 陳杜衡 | 1923年夏-1924年冬 |
| 校長               | 淩鴻勛 | 1924年冬-1927年夏 |
| 交通部第一交通大学 |        |                   |
| 接管委員           | 李范一 | 1927年夏          |
| 代理校長           | 符鼎升 | 1927年秋-1928年春 |
| 校長               | 蔡元培 | 1928年春-1928年秋 |
| 校長               | 王伯群 | 1928年秋-1928年冬 |

#### 平校
- 交通大学（平校）历任校长

#### 唐校
- 交通大学（唐校）历任校长

### 交通大学合校后

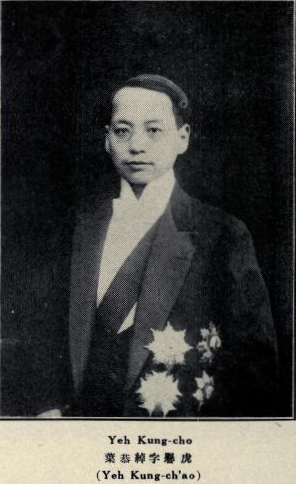
叶恭绰，1921年任校长

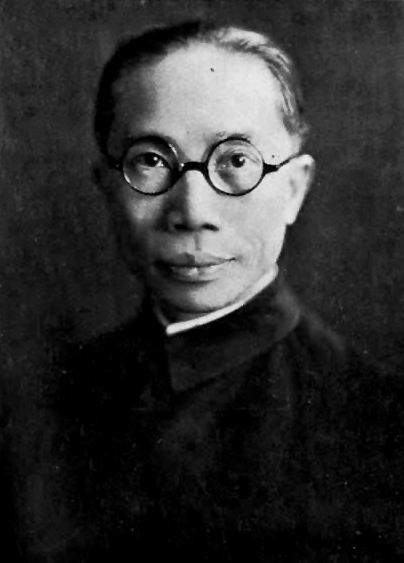
黎照寰，1930-1944年任校长

| 职务     | 姓名   | 任期              |
| -------- | ------ | ----------------- |
| 交通大学 |        |                   |
| 校長     | 葉恭綽 | 1921年夏-1922年夏 |
| 校長     | 陸夢熊 | 1922年夏          |
| 校長     | 關賡麟 | 1922年夏-1922年秋 |

| 职务                 | 姓名   | 任期              |
| -------------------- | ------ | ----------------- |
| 国立交通大学         |        |                   |
| 校長                 | 孫科   | 1928年冬-1930年冬 |
| 副校長               | 黎照寰 | 1929年夏-1930年冬 |
| 校長                 | 黎照寰 | 1930年冬-1944年秋 |
| 交通大学重庆分校     |        |                   |
| 重慶分校主任         | 徐名材 | 1940年秋-1941年秋 |
| 重慶分校主任         | 吳保豐 | 1941年秋-1942年秋 |
| 国立交通大学重庆总校 |        |                   |
| 重慶總校代理校長     | 吳保豐 | 1944年冬-1944年冬 |
| 校長                 | 吳保豐 | 1944年冬-1947年秋 |
| 国立交通大学         |        |                   |
| 校長                 | 程孝剛 | 1947年秋-1948年秋 |
| 代理校長             | 王之卓 | 1948年秋-1948年冬 |
| 校長                 | 王之卓 | 1948年冬-1949年秋 |
| 交通大学             |        |                   |
| 校委會主任委員       | 吳有訓 | 1949年秋-1952年秋 |
| 代理校長             | 李培南 | 1952年秋-1953年夏 |
| 校長                 | 彭康   | 1952年秋-1968年冬 |

## 知名校友

### 南洋公学至合校前毕业知名校友
| | |
| - 蔡锷：1898年考入南洋公学，中国政治家、军事家。 - 蔡元培：1901年任南洋公学特班总教习，近代革命家、教育家、政治家。 - 黄炎培：1901年入讀南洋公学，中華人民共和國教育家，实业家，政治家，中國民主同盟主要發起人之一。 - 李叔同：1901年就读于南洋公学，現代中國著名艺术家、艺术教育家。以弘一法師名世。律宗第十一代祖師。 - 邵力子：1901年就读于南洋公学特班，中国共产党发起人之一。 - 凌鸿勋：1910年考入郵傳部上海高等實業學堂，鐵道工程學家。 - 邹韬奋：1912年就读于交通部上海工业专门学校，中國記者、出版家。 - 茅以升：1916年毕业于唐山工业专门学校，结构工程師，桥梁工程专家。 - 侯绍裘：1918年考入南洋公学，“五卅”运动领导人之一。 | - 陆定一：1922年入南洋大学电机工程科学习，中国共产党重要作家和文化人物。 - 朱物华：1923年毕业于交通大学电机系，无线电电子学家、水声工程专家。 - 陈一白：1925年入交通部南洋大学电机工程科，国民政府航空委员会首任防空总台长，空军少将。抗日战争淞沪会战指挥中日首次空战获八一四空军大捷。 - 林同棪：1926年進入国立交通大學唐山工學院，结构工程師。 - 黄万里：1927年进入唐山交通大学，中国水利、水文学专家，清华大学水利系教授。 - 俞大維 |

### 交通大学西迁前毕业知名校友
| | |
| - 汪道涵：1932年考入国立交通大学物理系，前上海市市長、前海協會會長。 - 张维：1933年毕业于唐山交通大学，力学家、教育家、两院院士。 - 刘恢先：1933年毕业于唐山交通大学，世界地震工程学之父、中国科学院院士。 - 张光斗：1934年毕业于国立交通大学土木工程学院，水利水电专家，中国科学院、中国工程院院士。 - 钱学森：1934年毕业于国立交通大学，中国空气动力学家，中国科学院、中国工程院院士，中国两弹一星功勋奖章获得者之一，被誉为“中国航天之父”。 - 张仲俊：1934年毕业于国立交通大学电机系，自动控制理论专家，中国科学院院士。 - 朱兰成：1934年毕业于国立交通大学电机系，电磁学与微波理论专家，麻省理工学院电气工程教授，美国无线电工程师学会（现IEEE）院士。 - 严忠铎：1934年入国立交通大学电机系，哈佛大学硕士、俄亥俄州立大学助教、唐山工学院电信系教授、哈尔滨铁道学院教授、北京铁道学院电机系主任 - 王安：1936年考入国立交通大学电机系，计算机专家，王安电脑的创办人。 - 吴文俊：1940年毕业于交通大学数学系，数学家。 - 杨嘉墀：1941年毕业于国立交通大学电机系电信专业，中国航天科技专家和自动控制专家、自动检测学的奠基者。 | - 徐光宪：1944年毕业于国立交通大学化学系，物理化学家，无机化学家，教育家。 - 何祚庥：1945年考入国立交通大学化学系，中国科学院院士，物理学家。 - 卢燕：1945年考入交通大學工商管理專業，旅美華裔影人。 - 江泽民：1947年毕业于国立交通大学电机系，中共第三代領導核心，前中共中央總書記、中華人民共和國主席、中央軍委主席。 - 汪耕：1949年毕业于交通大学电机系，中国科学院院士。 - 吴有训：1949年任国立交通大学校务委员会主任委员，物理学家、教育家，中国近代物理学先驱。 - 黄旭华：1949年毕业国立于交通大学，核潜艇研究设计专家。 - 赵锡成：1949年毕业于交通大学航海专业，美国福茂集团董事长。 - ：1950年毕业于交通大学，经济学家。 - 屠基达：1951年毕业于交通大学，飞机设计专家，被称为“歼7之父”。 - 丁关根：1951年毕业于交通大学运输管理系，中国共产党前高级领导，高级工程师。 |

## 交通大学校友会
中國大陸的交通大學校友總會
按中國大陸的交通大学校友总会章程规定，交大校友總会由西安、上海、西南、北京四所交通大学之校友组成。
臺灣的交通大學校友總會
依臺灣交通大學校友總會章程，個人會員資格為在國立交通大學（含陽明交大、前上海交大、唐山工程學院、北平鐵道管理學院及商船專科學校等院校）畢業或肄業或任職或有具大貢獻者。